# Baritonkürt
A baritonkürt vagy egyszerűen bariton a tölcséres fúvókájú, más néven rézfúvós hangszerek közé tartozik. Hangfekvése a trombita és a tuba között van. Az eufóniumhoz hasonlóan pedálhangja B, ami a szárnykürt alatt egy oktávval szól. A vele azonos csőhosszúságú tenorkürttől bővebb menzúrája különbözteti meg. Elsősorban fúvósegyüttesekben kap szerepet.

## Elnevezések
Magyarországon, Közép-Európában és német nyelvterületen a bariton, baritonkürt (baritonhorn) lényegében ugyanazt a hangszert jelöli, mint angolszász nyelvterületen az euphonium (lásd ott: eufónium), bár attól eltérően ovális formájú, és forgószelepekkel van ellátva. Amit angolul baritone-nak, baritone horn-nak mondanak, az viszont a mi tenorkürtünknek (Tenorhorn) megfelelő szűkebb menzúrájú hangszert jelenti. Az alábbi táblázat segít eligazodni ebben:

| Ország         | Esz hangolású hangszer    | B hangolású, szűk menzúrájú | B hangolású, bő menzúrájú |
| -------------- | ------------------------- | --------------------------- | ------------------------- |
|                |                           |                             |                           |
| Magyarország   | altkürt                   | tenorkürt                   | bariton(kürt), eufónium   |
| Németország    | Althorn                   | Tenorhorn                   | Bariton(horn), euphonium  |
| USA            | alto horn                 | baritone, baritone horn     | euphonium                 |
| Nagy-Britannia | tenor horn                | baritone, baritone horn     | euphonium                 |
| Franciaország  | saxhorn alto              | saxhorn ténor, baryton      | saxhorn basse             |
| Olaszország    | flicorno contralto, genis | flicorno tenore             | eufonio                   |
|                |                           |                             |                           |